# معبد امراتسوارا، امرات‌پورا
معبد امراتسوارا، امرات‌پورا (به انگلیسی: Amrutesvara Temple, Amruthapura) یک منطقهٔ مسکونی در هند است که در کارناتاکا واقع شده‌است.

## نگارخانه

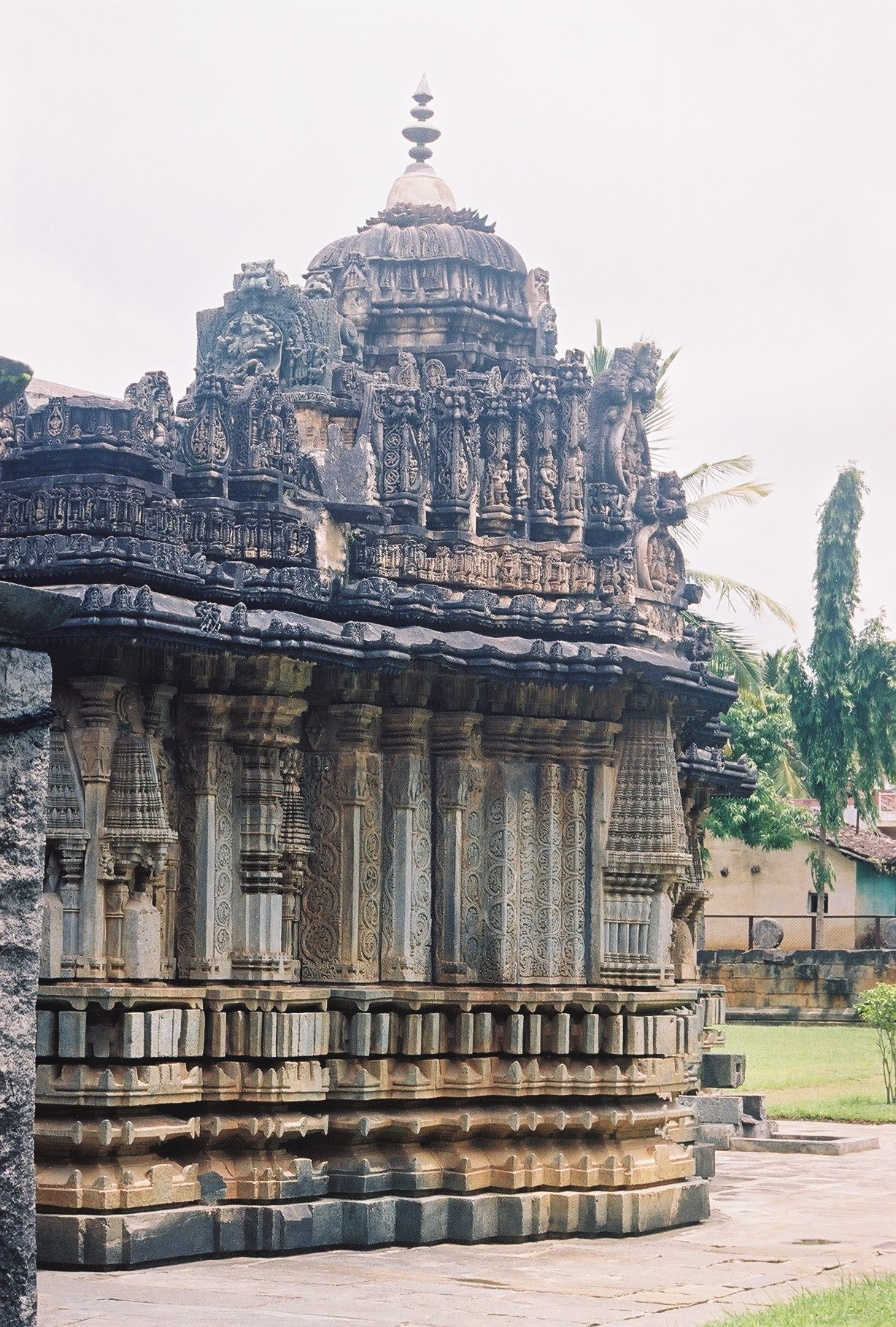
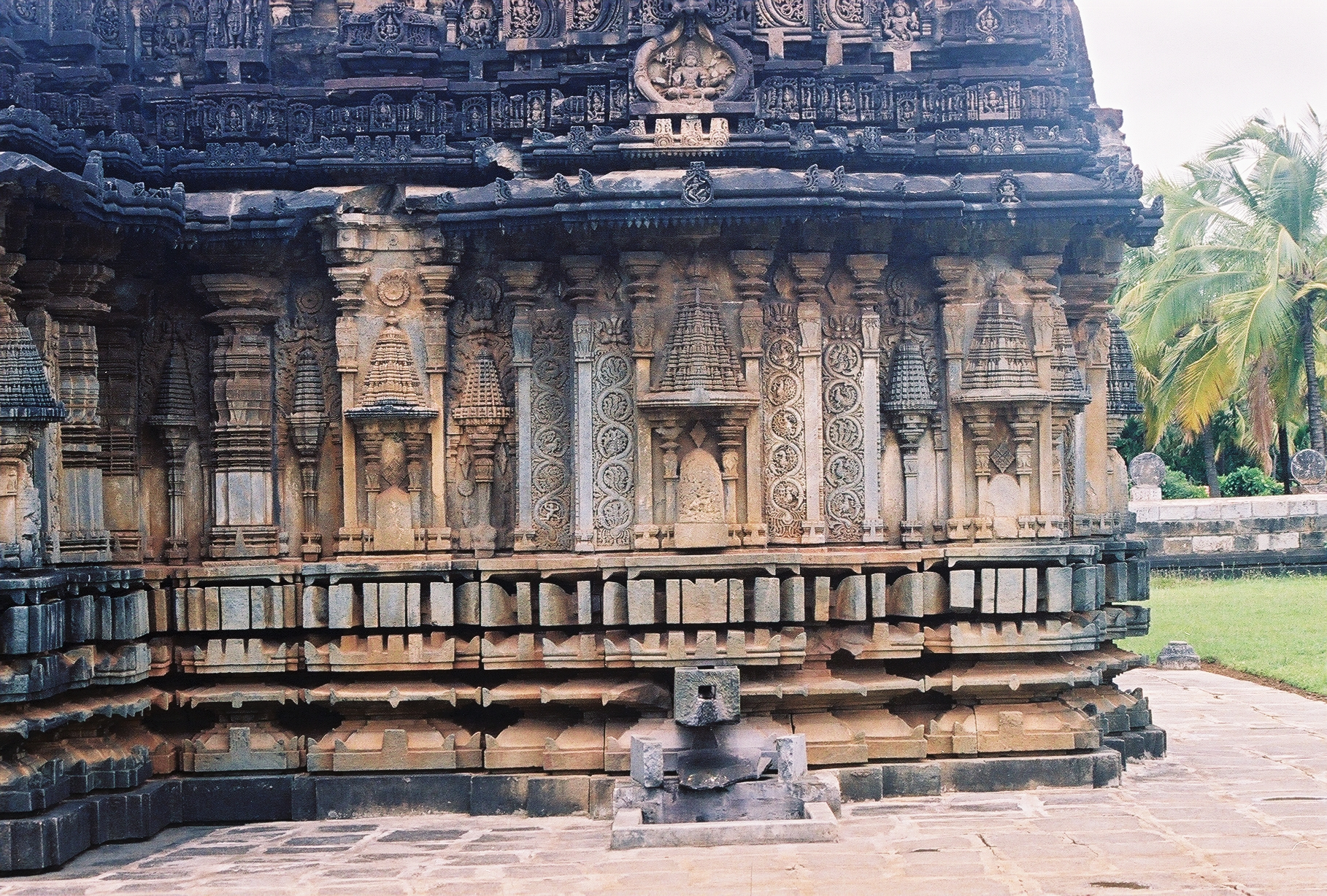
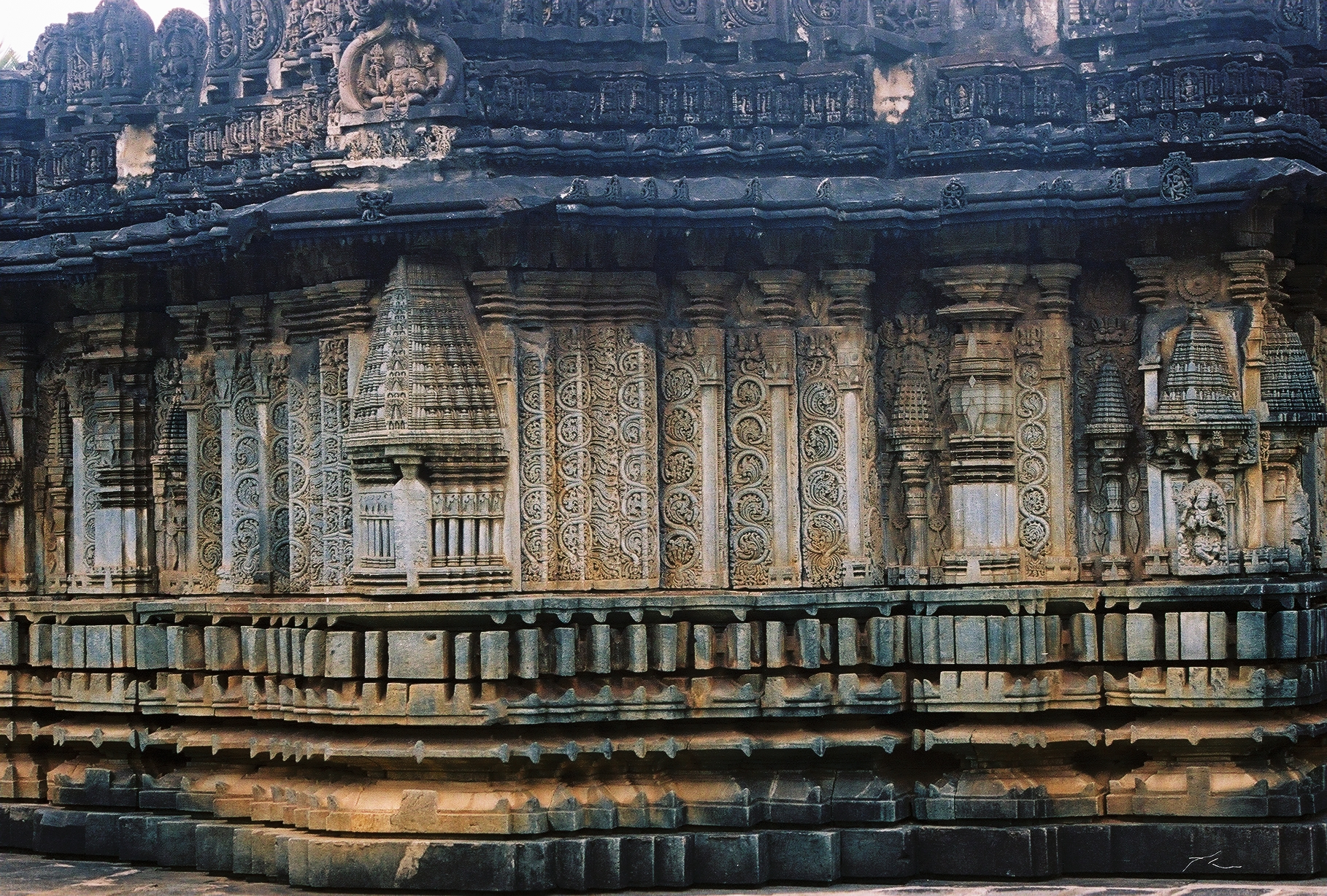
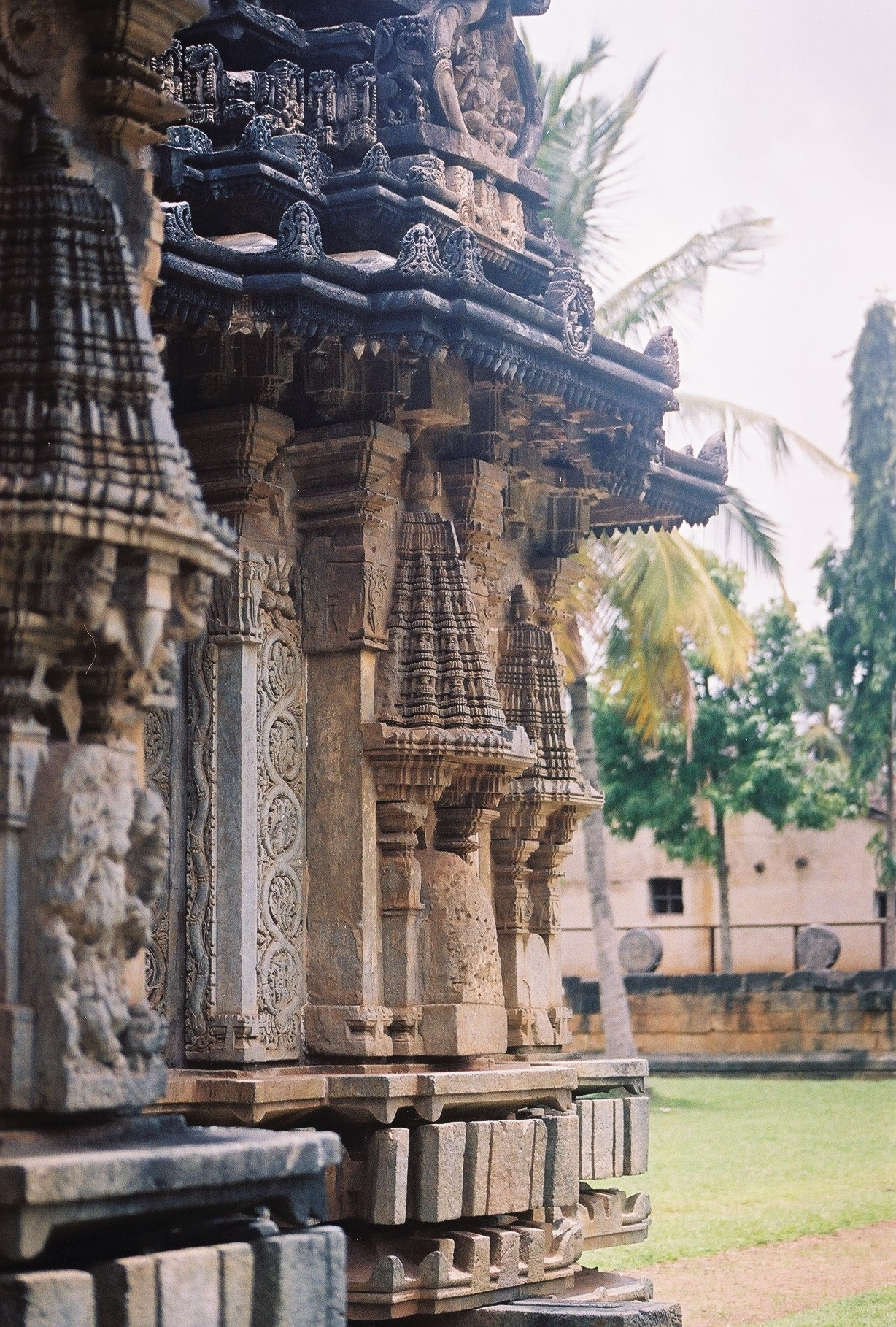
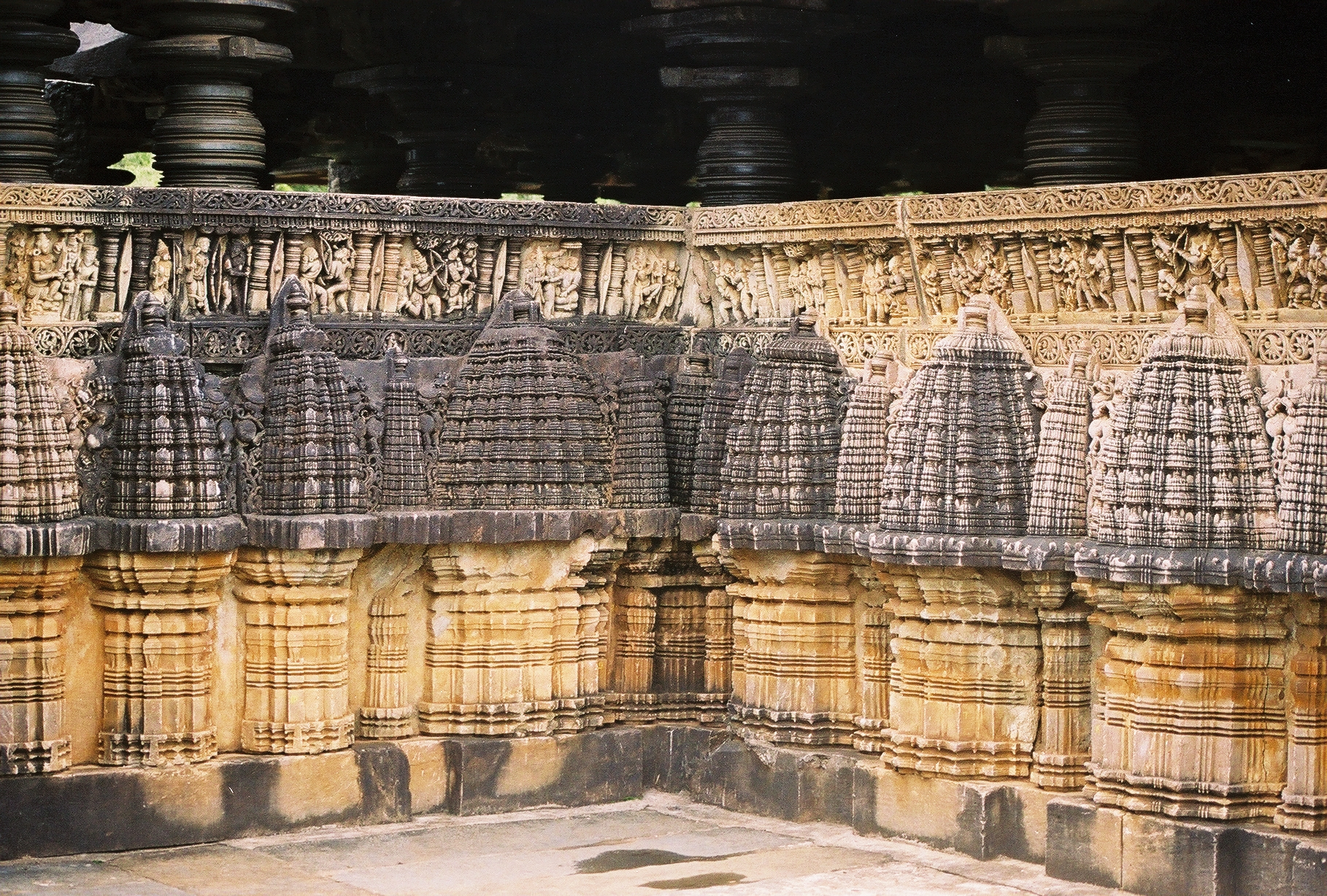
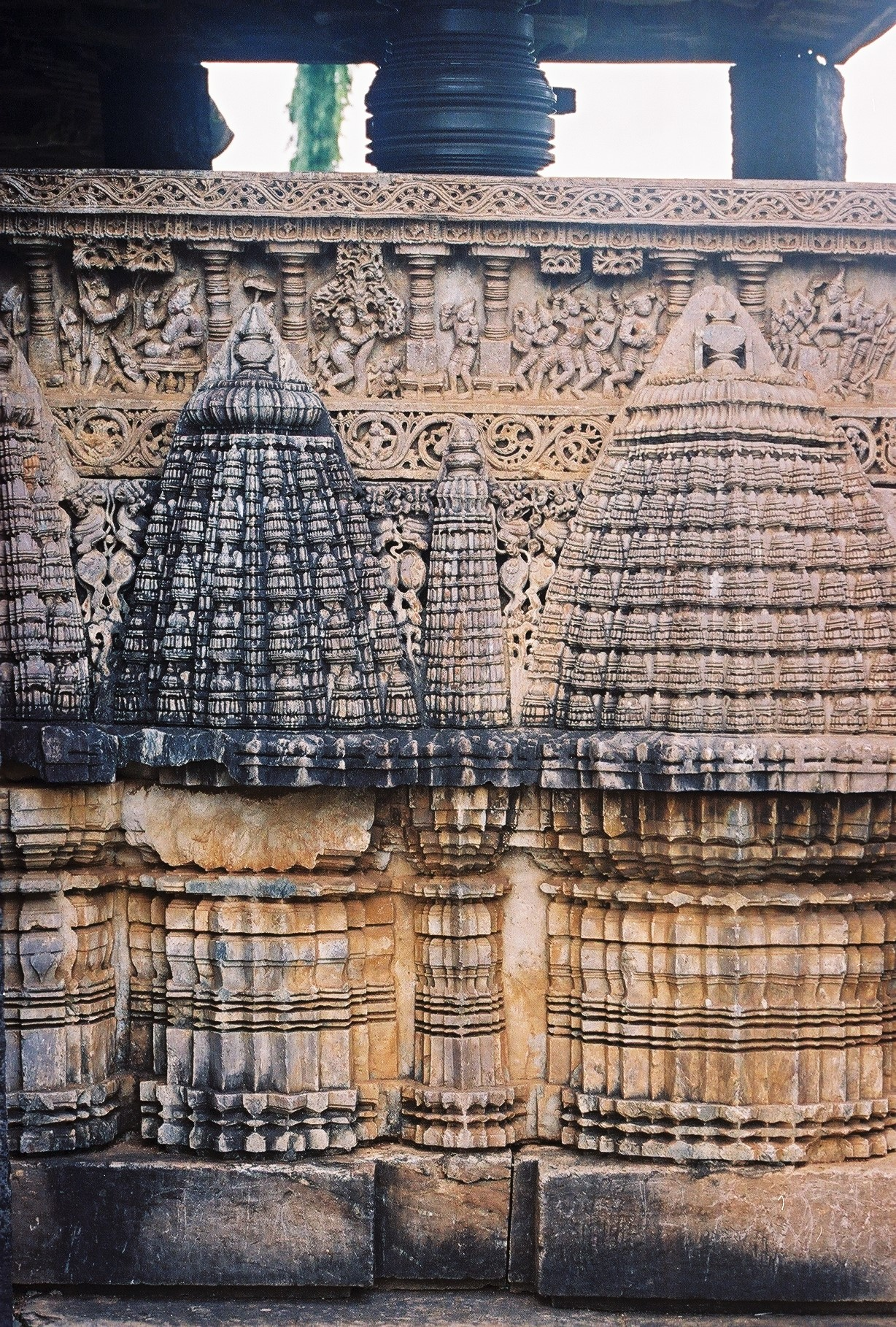
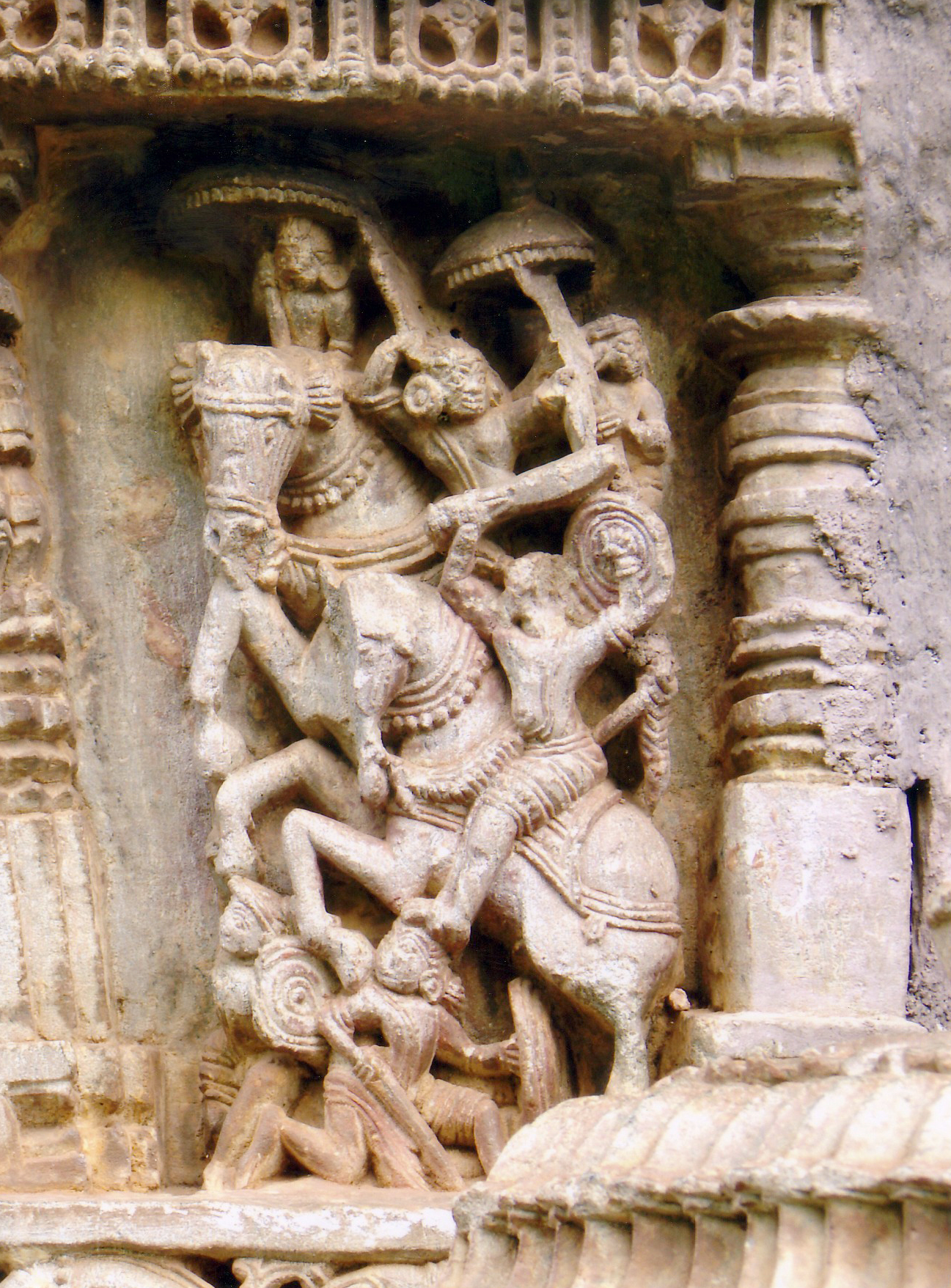
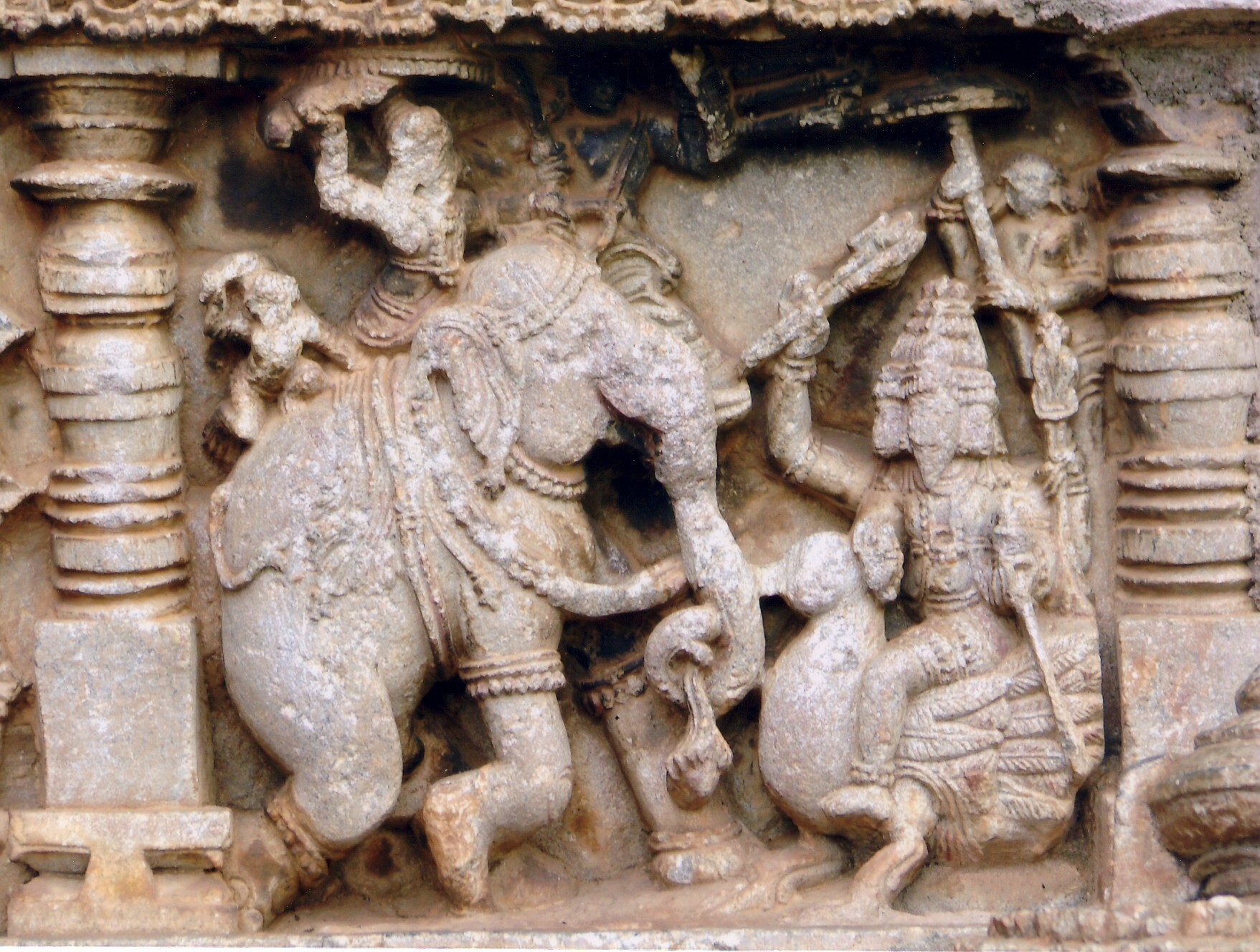
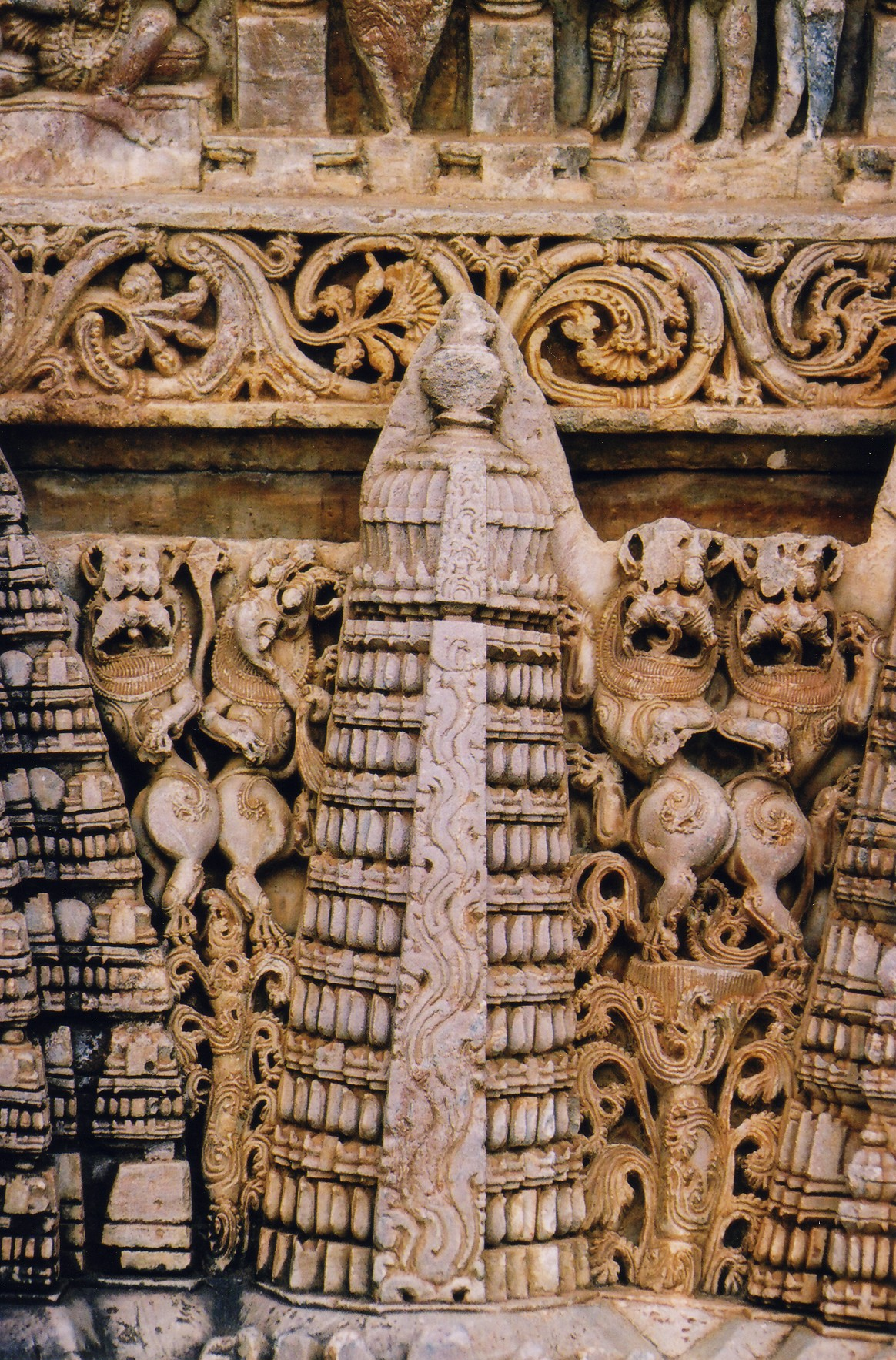
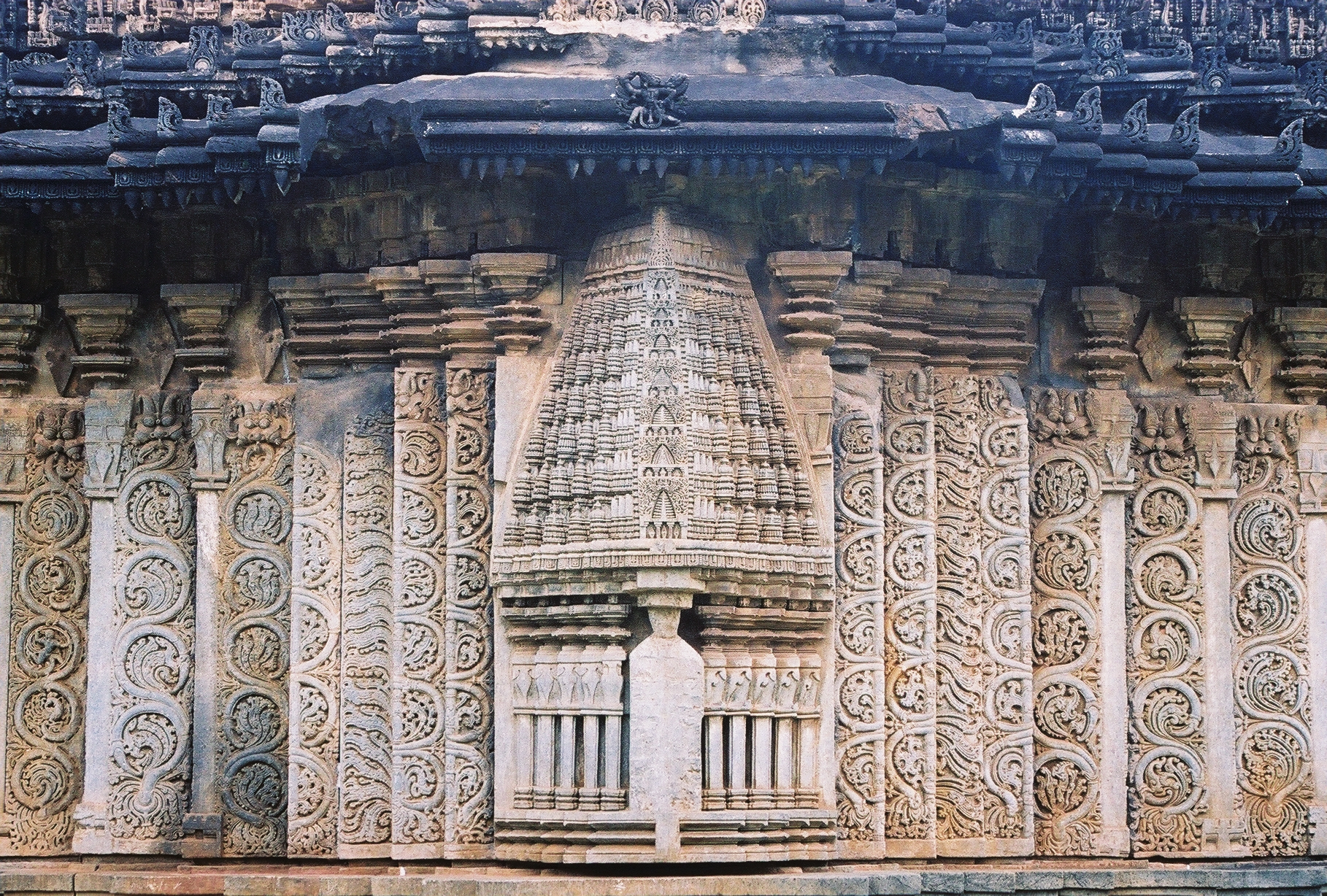